# 豊島園駅
豊島園駅（としまえんえき）は、東京都練馬区練馬四丁目にある、西武鉄道・東京都交通局（都営地下鉄）の駅である。
開業時から2020年8月31日まで23区内有数の遊園地であるとしまえんの最寄駅であった。

## 両社局の駅の関係
西武鉄道の駅には豊島線が、東京都交通局の駅には大江戸線が、それぞれ乗り入れている。豊島線は当駅が終点である。
両駅間は100 mほど離れて立地しており、乗り換え可能な距離だが、連絡運輸は行われておらず、乗継割引運賃の適用や当駅接続の連絡定期券の発売はない。両社局では、連絡運輸の行われている練馬駅での乗り換えを案内している。
双方の駅舎は独立しており、西武鉄道の改札口と都営地下鉄のA2番出入口間は、屋外のとしまえん商店会を経て徒歩で約2分かかる。
かつての都営12号線開業当初の都営地下鉄は普通乗車券の初乗り運賃の適用範囲が3 kmまでで、終端駅の光が丘 - 練馬間はこれを超えていたが、光が丘から豊島園駅までは初乗り範囲だった。しかしその後の運賃改定で初乗り4 kmに変更されて以降は光が丘間 - 練馬間が初乗り範囲に届いたため、乗り換えだけを目的として豊島園駅で下車する理由はほぼ無くなっている。

## 歴史
- 1927年（昭和2年）10月15日：武蔵野鉄道豊島線の豊島駅として、東京府北豊島郡下練馬村字谷戸山6815番地に開業。
- 1933年（昭和8年）3月1日：豊島園駅に改称。
- 1945年（昭和20年）9月22日：武蔵野鉄道が西武農業鉄道に改称する。
- 1946年（昭和21年）11月15日：西武農業鉄道が西武鉄道に改称する。
- 1991年（平成3年）
  - 3月9日：西武鉄道では初めて自動改札機を当駅に設置。
  - 12月10日：都営地下鉄12号線の駅が開業[2]。
- 2000年（平成12年）4月20日：都営地下鉄12号線が大江戸線に改称。
- 2007年（平成19年）3月18日：西武鉄道・都営地下鉄でICカード「PASMO」の利用が可能となる[3]。
- 2013年（平成25年）1月12日：大江戸線ホームでホームドアが稼働開始。
- 2023年（令和5年）4月25日：ワーナーブラザース スタジオツアー東京 ‐ メイキング・オブ・ハリー・ポッターのオープンに合わせて、西武鉄道の駅舎がホグズミード駅を彷彿とさせるデザインにリニューアル[4][5]。

## 駅構造

### 西武鉄道
変型頭端式ホーム1面2線を有する地上駅。駅番号はSI39。
2008年6月14日のダイヤ改正後は、豊島園行き始発のみが練馬発着の線内運転となる以外は池袋駅から各駅停車のみが運行される。2016年以降は「52席の至福」が土休日ダイヤに当駅へ回送列車として入線する場合もあり、池袋発西武秩父行きとして運転する場合、食材の積み込みなどをここで行うことがある。このほか、当駅到着として同列車が入線する場合もある。これ以前には一部時間帯には線内折り返し列車が存在したほか、平日の朝には準急が運転されていた。
当駅は1960年代半ばまでは「コの字」型2面3線構造とされていたが、この状態では最大6両編成までしか入線できず、池袋線の輸送力増強で各駅停車でも8両編成での運用が増えたことに対応させること、また当時のダイヤ形態では、昼間はホームは1線しか使われていなかったことから、現在のような中央1線を埋めた構造にされた。このため、1面2線ホームとしては非常に幅員が広い。ホームの屋根形状などに当時の名残がみられるほか、2番ホームの向かい側にあたる旧ホームの跡地は広告スペースや花壇として利用されている。
池袋線椎名町 - 桜台間各駅はホーム有効長の10両編成対応工事が施工されたが当駅は未施工であり、練馬方向は住宅街、豊島園方向は駅前広場となっており実質的に対応する用地も確保されていない。池袋発着の各駅停車は8両編成のみでの運行が前提で10両編成への増強計画がないこと、優等列車はダイヤが乱れた際の臨時停車対応のみとしたこと、さらに当駅には定期優等列車の運行がないことから除外された。
自動改札機とは別に降車専用有人改札通路が存在した。これは以前プール営業時や練馬区の成人式などイベント開催でとしまえんの利用者が大幅に見込まれる際に使用されていたが、2009年に施工された耐震補強工事で大幅に縮小。ならびに乗車券自動券売機の減少と定期券自動券売機が設置された。
トイレは改札を入って左側に設置されている。2011年度には、以前有人改札が設置されていた位置に多機能トイレが増設された。

#### のりば

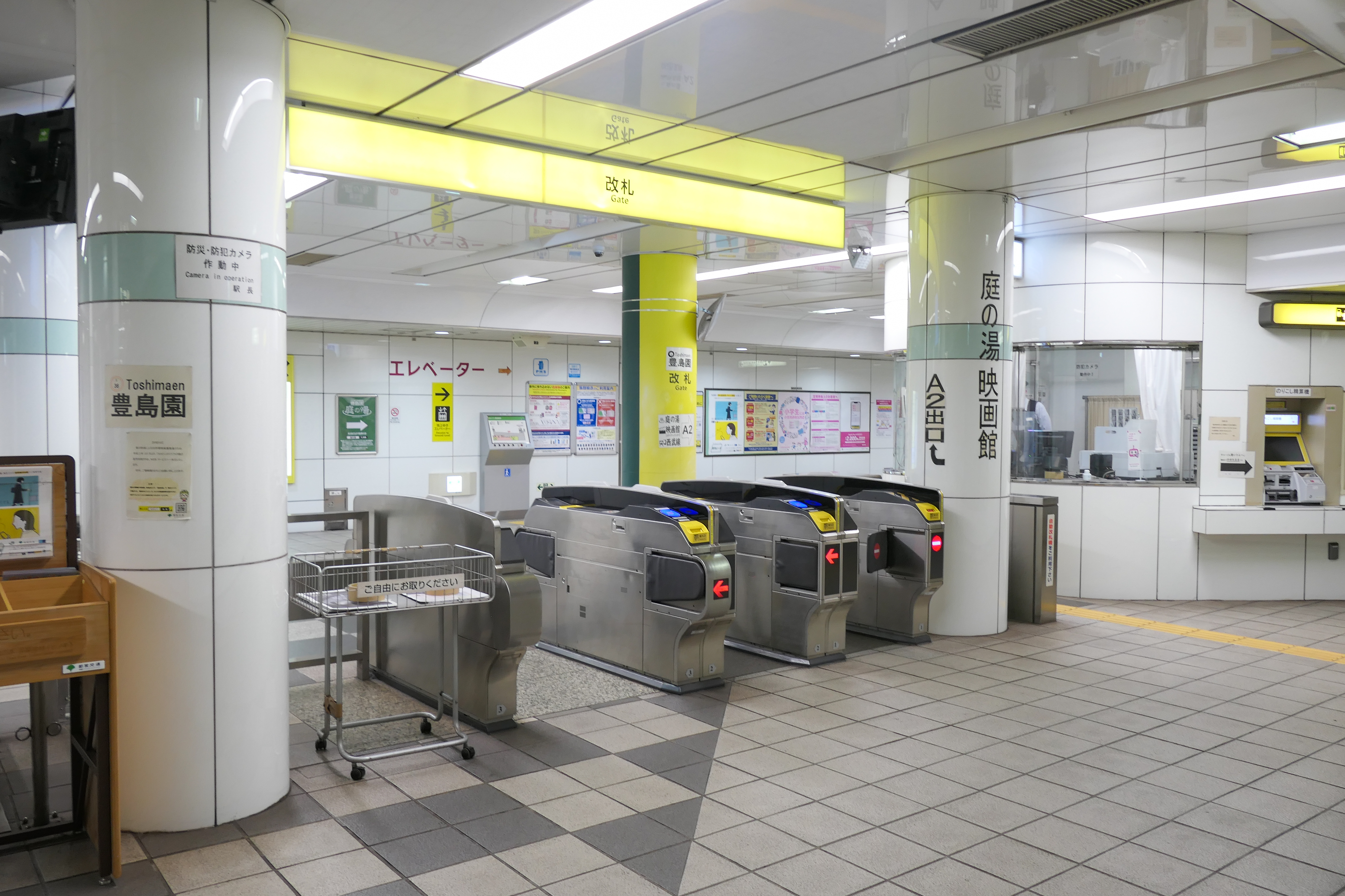
改札（2023年3月）
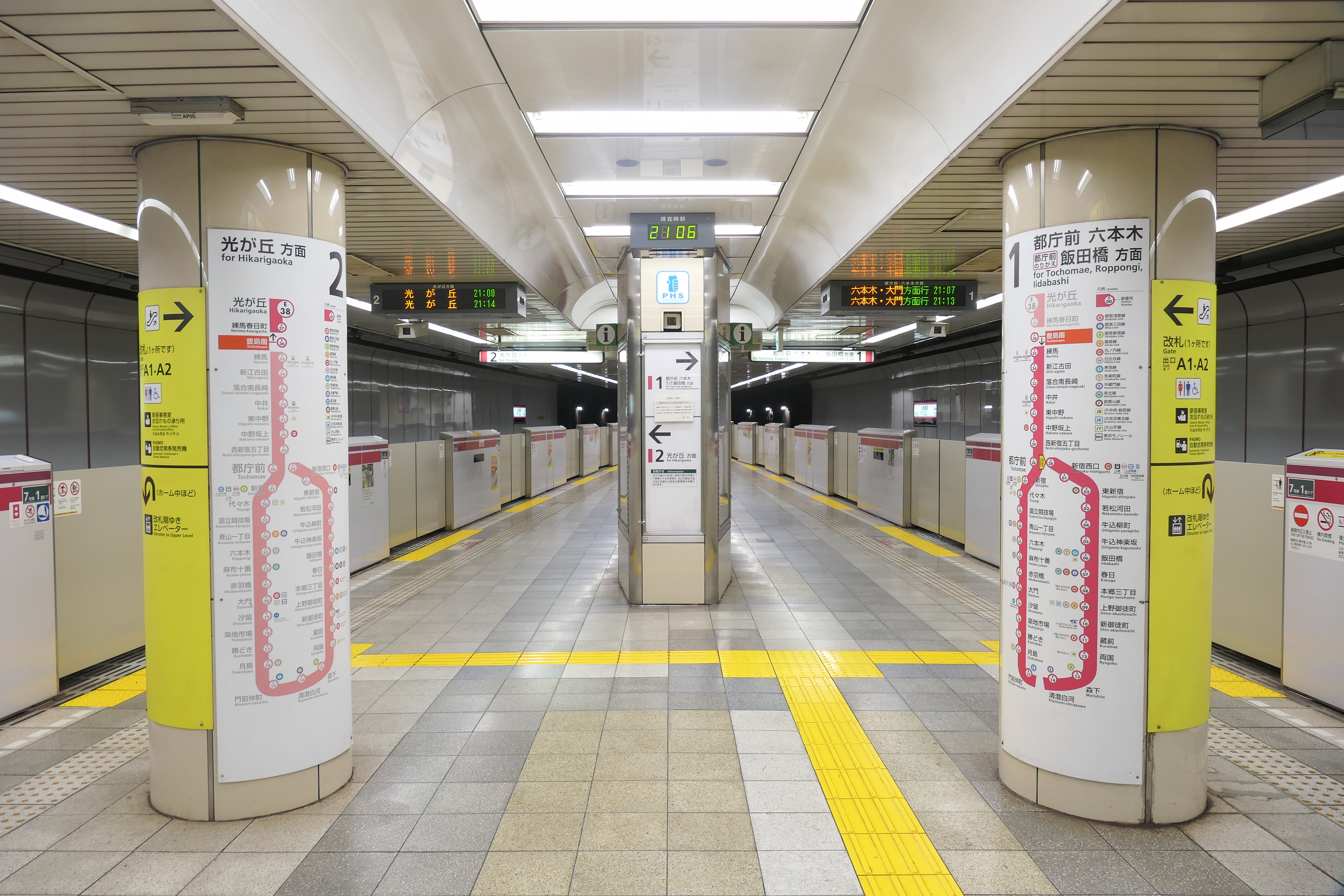
ホーム（2023年3月）

| ホーム | 路線           | 行先           |
| ------ | -------------- | -------------- |
| 1・2   | 豊島線・池袋線 | 練馬・池袋方面 |

（出典：西武鉄道:駅構内図）

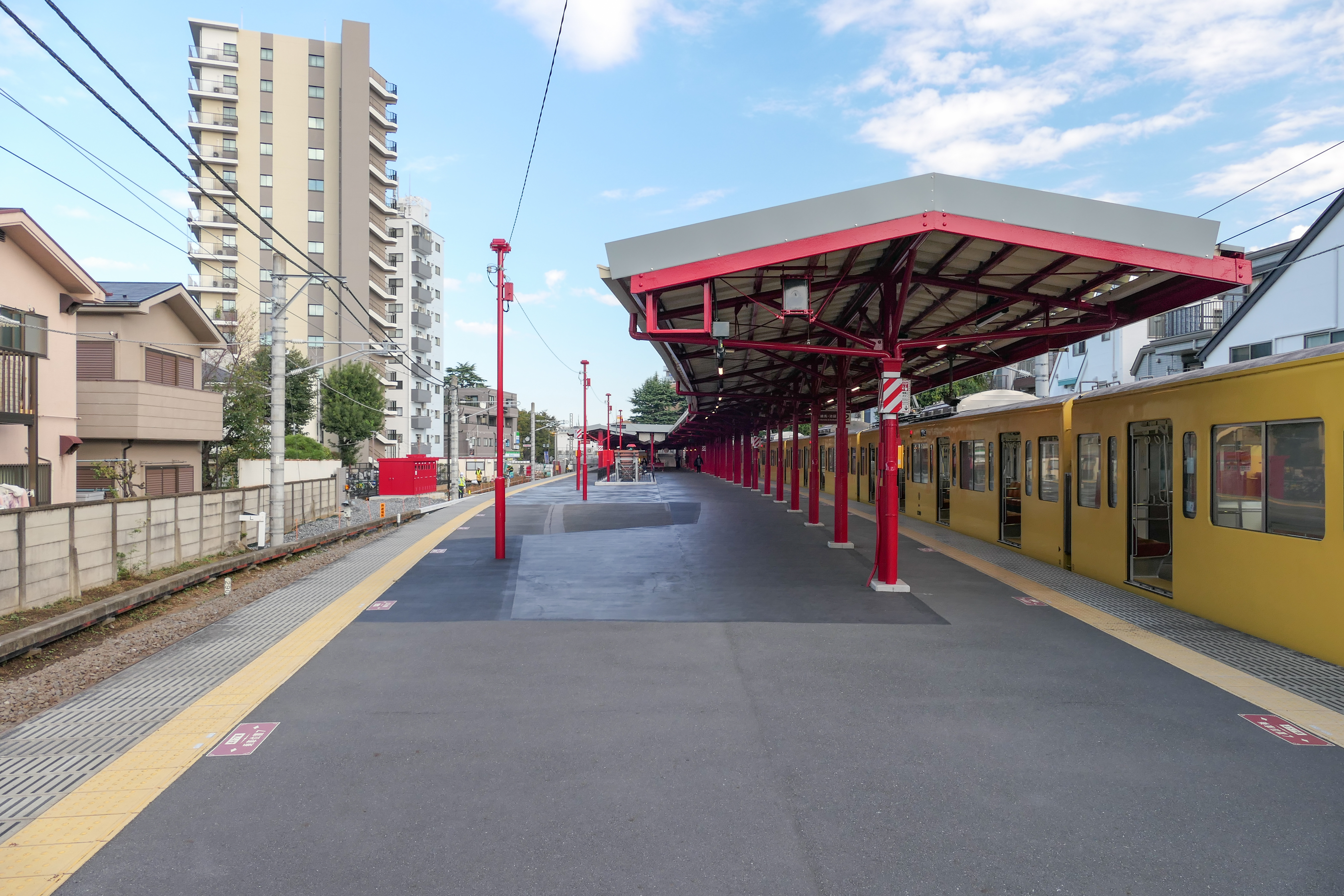
ホーム（2023年10月）
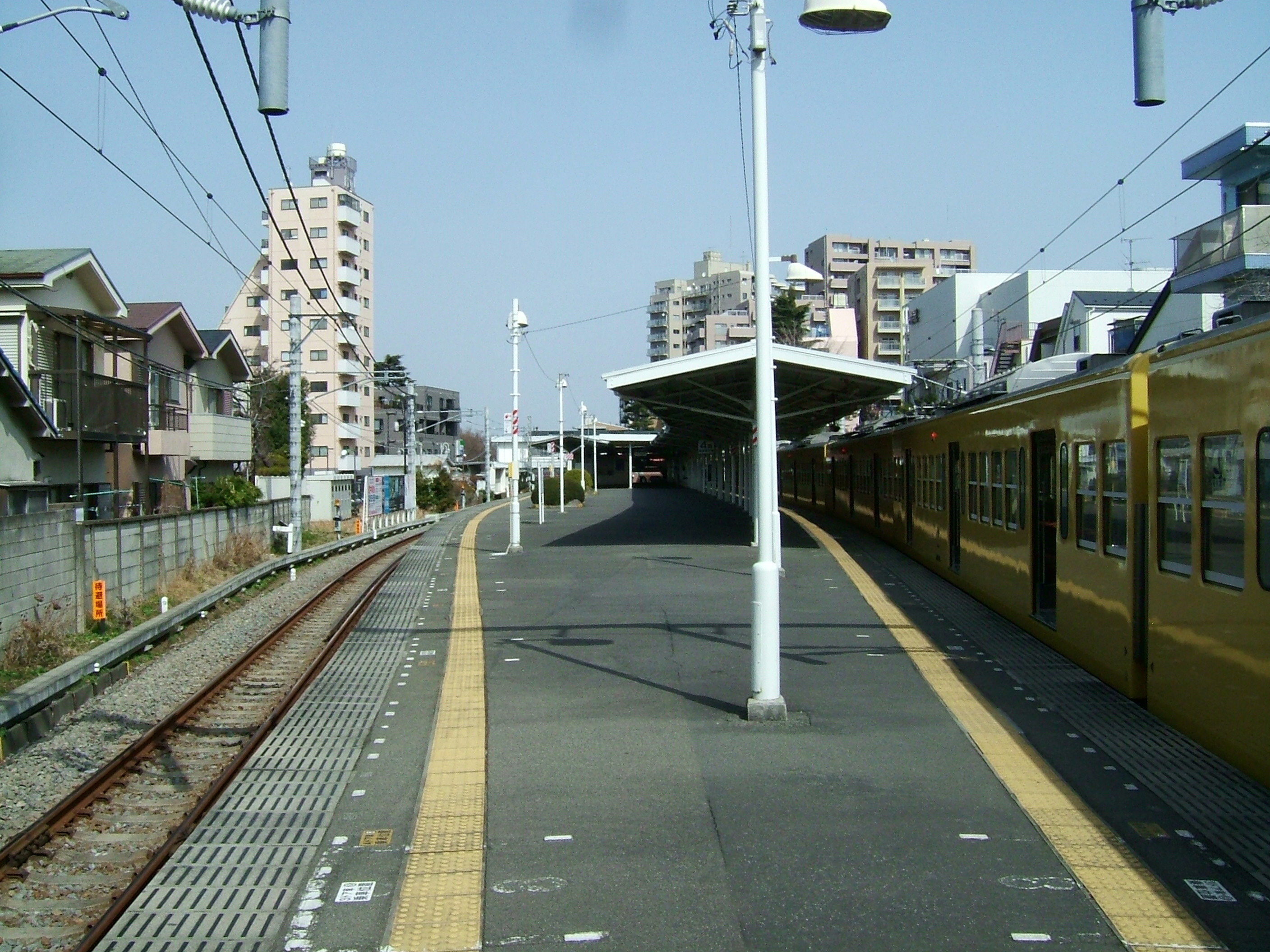
改修前のホーム（2008年3月）
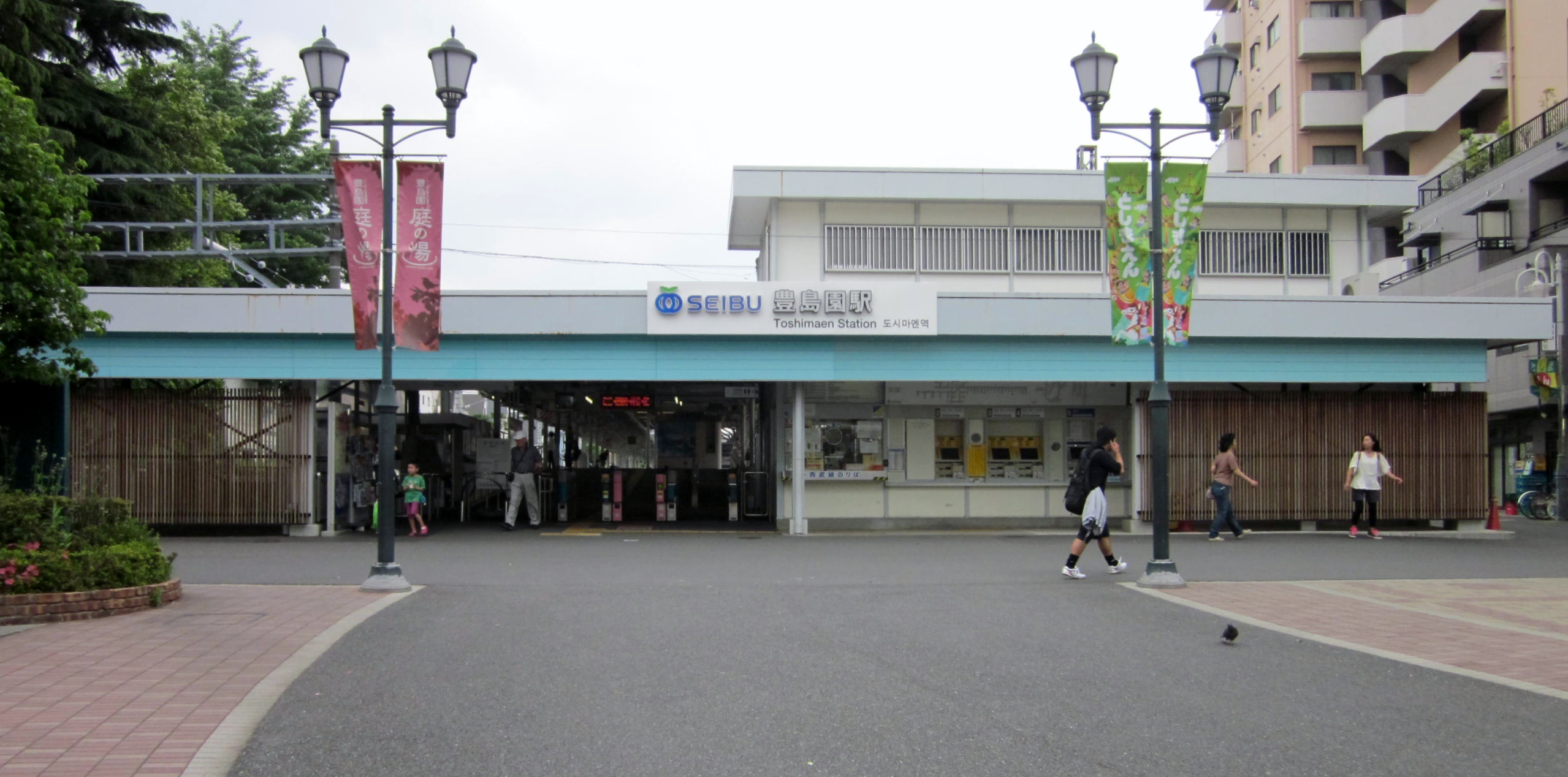
建替前の駅舎（2011年5月）

### 東京都交通局
島式ホーム1面2線を有する地下駅。駅番号はE 36。改札は地下1階、ホームは地下3階にある。駅出入口はA1・A2の2か所ある。

#### のりば
| 番線 | 路線         | 行先             |
| ---- | ------------ | ---------------- |
| 1    | 都営大江戸線 | 六本木・大門方面 |
| 2    | 都営大江戸線 | 光が丘方面       |

（出典：都営地下鉄:駅構内図）
- 改札（2023年3月）
- ホーム（2023年3月）

## 利用状況
- 西武鉄道 - 2024年度の1日平均乗降人員は15,214人である[西武 1]。
西武鉄道全92駅の中では第59位。
- 都営地下鉄 - 2023年度の1日平均乗降人員は13,526人である[都交 1]。

### 年度別1日平均乗降人員
各年度の1日平均乗降人員数は下表の通りである。
| 年度               | 西武鉄道         | 西武鉄道 | 都営地下鉄       | 都営地下鉄 |
| 年度               | 1日平均 乗降人員 | 増加率   | 1日平均 乗降人員 | 増加率     |
| ------------------ | ---------------- | -------- | ---------------- | ---------- |
| 2002年（平成14年） | 10,765           |          | 8,204            |            |
| 2003年（平成15年） | 10,769           | 0.0%     | 8,691            | 0.6%       |
| 2004年（平成16年） | 11,436           | 6.2%     | 9,335            | 7.4%       |
| 2005年（平成17年） | 11,879           | 3.9%     | 9,921            | 6.3%       |
| 2006年（平成18年） | 12,186           | 2.6%     | 10,262           | 3.4%       |
| 2007年（平成19年） | 12,285           | 0.8%     | 10,938           | 6.6%       |
| 2008年（平成20年） | 12,566           | 2.3%     | 11,151           | 1.9%       |
| 2009年（平成21年） | 12,927           | 2.9%     | 11,059           | −0.8%      |
| 2010年（平成22年） | 12,639           | −2.2%    | 10,990           | −0.6%      |
| 2011年（平成23年） | 12,707           | 0.5%     | 10,568           | −3.8%      |
| 2012年（平成24年） | 13,318           | 4.8%     | 10,954           | 3.7%       |
| 2013年（平成25年） | 13,583           | 2.0%     | 11,163           | 1.9%       |
| 2014年（平成26年） | 13,570           | −0.1%    | 11,131           | −0.3%      |
| 2015年（平成27年） | 13,737           | 1.2%     | 11,286           | 1.4%       |
| 2016年（平成28年） | 13,980           | 1.8%     | 11,600           | 2.8%       |
| 2017年（平成29年） | 13,977           | 0.0%     | 11,716           | 1.0%       |
| 2018年（平成30年） | 14,537           | 4.0%     | 12,233           | 4.4%       |
| 2019年（令和元年） | 14,261           | −1.9%    | 12,410           | 1.4%       |
| 2020年（令和02年） | 9,620            | −32.5%   | 8,746            | −29.5%     |
| 2021年（令和03年） | 8,888            | −7.6%    | 8,579            | −1.9%      |
| 2022年（令和04年） | 9,871            | 11.1%    | 9,698            | 13.0%      |
| 2023年（令和05年） | 14,849           | 50.4%    | 13,526           | 39.5%      |
| 2024年（令和06年） | 15,214           | 2.5%     |                  |            |

### 年度別1日平均乗車人員（1920年代 - 1930年代）
各年度の1日平均乗車人員数は下表の通りである。
| 年度               | 武蔵野鉄道 | 出典             |
| ------------------ | ---------- | ---------------- |
| 1927年（昭和02年） | 319        | [ 東京府統計 1 ] |
| 1928年（昭和03年） | 567        | [ 東京府統計 2 ] |
| 1929年（昭和04年） | 641        | [ 東京府統計 3 ] |
| 1930年（昭和05年） | 743        | [ 東京府統計 4 ] |
| 1931年（昭和06年） | 680        | [ 東京府統計 5 ] |
| 1932年（昭和07年） | 776        | [ 東京府統計 6 ] |
| 1933年（昭和08年） | 780        | [ 東京府統計 7 ] |
| 1934年（昭和09年） | 903        | [ 東京府統計 8 ] |
| 1935年（昭和10年） | 803        | [ 東京府統計 9 ] |

### 年度別1日平均乗車人員（1956年 - 2000年）
| 年度               | 西武鉄道 | 都営地下鉄 | 出典              |
| ------------------ | -------- | ---------- | ----------------- |
| 1956年（昭和31年） | 6,243    | 未 開 業   | [ 東京都統計 1 ]  |
| 1957年（昭和32年） | 7,399    | 未 開 業   | [ 東京都統計 2 ]  |
| 1958年（昭和33年） | 8,455    | 未 開 業   | [ 東京都統計 3 ]  |
| 1959年（昭和34年） | 9,247    | 未 開 業   | [ 東京都統計 4 ]  |
| 1960年（昭和35年） | 10,871   | 未 開 業   | [ 東京都統計 5 ]  |
| 1961年（昭和36年） | 13,063   | 未 開 業   | [ 東京都統計 6 ]  |
| 1962年（昭和37年） | 14,419   | 未 開 業   | [ 東京都統計 7 ]  |
| 1963年（昭和38年） | 15,292   | 未 開 業   | [ 東京都統計 8 ]  |
| 1964年（昭和39年） | 15,905   | 未 開 業   | [ 東京都統計 9 ]  |
| 1965年（昭和40年） | 16,165   | 未 開 業   | [ 東京都統計 10 ] |
| 1966年（昭和41年） | 16,751   | 未 開 業   | [ 東京都統計 11 ] |
| 1967年（昭和42年） | 16,789   | 未 開 業   | [ 東京都統計 12 ] |
| 1968年（昭和43年） | 17,147   | 未 開 業   | [ 東京都統計 13 ] |
| 1969年（昭和44年） | 18,563   | 未 開 業   | [ 東京都統計 14 ] |
| 1970年（昭和45年） | 20,575   | 未 開 業   | [ 東京都統計 15 ] |
| 1971年（昭和46年） | 20,560   | 未 開 業   | [ 東京都統計 16 ] |
| 1972年（昭和47年） | 20,573   | 未 開 業   | [ 東京都統計 17 ] |
| 1973年（昭和48年） | 20,827   | 未 開 業   | [ 東京都統計 18 ] |
| 1974年（昭和49年） | 21,408   | 未 開 業   | [ 東京都統計 19 ] |
| 1975年（昭和50年） | 21,719   | 未 開 業   | [ 東京都統計 20 ] |
| 1976年（昭和51年） | 22,249   | 未 開 業   | [ 東京都統計 21 ] |
| 1977年（昭和52年） | 22,877   | 未 開 業   | [ 東京都統計 22 ] |
| 1978年（昭和53年） | 23,518   | 未 開 業   | [ 東京都統計 23 ] |
| 1979年（昭和54年） | 23,279   | 未 開 業   | [ 東京都統計 24 ] |
| 1980年（昭和55年） | 22,984   | 未 開 業   | [ 東京都統計 25 ] |
| 1981年（昭和56年） | 22,836   | 未 開 業   | [ 東京都統計 26 ] |
| 1982年（昭和57年） | 23,416   | 未 開 業   | [ 東京都統計 27 ] |
| 1983年（昭和58年） | 21,440   | 未 開 業   | [ 東京都統計 28 ] |
| 1984年（昭和59年） | 19,649   | 未 開 業   | [ 東京都統計 29 ] |
| 1985年（昭和60年） | 18,671   | 未 開 業   | [ 東京都統計 30 ] |
| 1986年（昭和61年） | 18,753   | 未 開 業   | [ 東京都統計 31 ] |
| 1987年（昭和62年） | 18,093   | 未 開 業   | [ 東京都統計 32 ] |
| 1988年（昭和63年） | 18,060   | 未 開 業   | [ 東京都統計 33 ] |
| 1989年（平成元年） | 17,948   | 未 開 業   | [ 東京都統計 34 ] |
| 1990年（平成02年） | 18,016   | 未 開 業   | [ 東京都統計 35 ] |
| 1991年（平成03年） | 17,396   | 841        | [ 東京都統計 36 ] |
| 1992年（平成04年） | 15,441   | 756        | [ 東京都統計 37 ] |
| 1993年（平成05年） | 13,362   | 701        | [ 東京都統計 38 ] |
| 1994年（平成06年） | 12,419   | 704        | [ 東京都統計 39 ] |
| 1995年（平成07年） | 10,437   | 672        | [ 東京都統計 40 ] |
| 1996年（平成08年） | 9,542    | 630        | [ 東京都統計 41 ] |
| 1997年（平成09年） | 8,249    | 1,164      | [ 東京都統計 42 ] |
| 1998年（平成10年） | 6,710    | 3,151      | [ 東京都統計 43 ] |
| 1999年（平成11年） | 6,546    | 3,320      | [ 東京都統計 44 ] |
| 2000年（平成12年） | 6,184    | 3,770      | [ 東京都統計 45 ] |

### 年度別1日平均乗車人員（2001年以降）
| 年度               | 西武鉄道 | 都営地下鉄 | 出典              |
| ------------------ | -------- | ---------- | ----------------- |
| 2001年（平成13年） | 5,477    | 4,340      | [ 東京都統計 46 ] |
| 2002年（平成14年） | 5,223    | 4,451      | [ 東京都統計 47 ] |
| 2003年（平成15年） | 5,238    | 4,621      | [ 東京都統計 48 ] |
| 2004年（平成16年） | 5,690    | 5,049      | [ 東京都統計 49 ] |
| 2005年（平成17年） | 5,937    | 5,374      | [ 東京都統計 50 ] |
| 2006年（平成18年） | 6,052    | 5,523      | [ 東京都統計 51 ] |
| 2007年（平成19年） | 6,120    | 5,730      | [ 東京都統計 52 ] |
| 2008年（平成20年） | 6,265    | 5,706      | [ 東京都統計 53 ] |
| 2009年（平成21年） | 6,471    | 5,607      | [ 東京都統計 54 ] |
| 2010年（平成22年） | 6,387    | 5,542      | [ 東京都統計 55 ] |
| 2011年（平成23年） | 6,337    | 5,338      | [ 東京都統計 56 ] |
| 2012年（平成24年） | 6,693    | 5,511      | [ 東京都統計 57 ] |
| 2013年（平成25年） | 6,842    | 5,617      | [ 東京都統計 58 ] |
| 2014年（平成26年） | 6,831    | 5,598      | [ 東京都統計 59 ] |
| 2015年（平成27年） | 6,907    | 5,671      | [ 東京都統計 60 ] |
| 2016年（平成28年） | 7,027    | 5,822      | [ 東京都統計 61 ] |
| 2017年（平成29年） | 7,030    | 5,890      | [ 東京都統計 62 ] |
| 2018年（平成30年） | 7,315    | 6,147      | [ 東京都統計 63 ] |
| 2019年（令和元年） | 7,169    | 6,236      | [ 東京都統計 64 ] |
| 2020年（令和02年） |          | 4,421      |                   |
| 2021年（令和03年） |          | 4,352      |                   |
| 2022年（令和04年） |          | 4,914      |                   |
| 2023年（令和05年） |          | 6,772      |                   |

備考
1. ↑  1927年10月15日開業。開業日から翌年3月31日までの計169日間を集計したデータ。
2. ↑  1991年12月10日開業。開業日から翌年3月31日までの計113日間を集計したデータ。

## 駅周辺
- 練馬城址公園

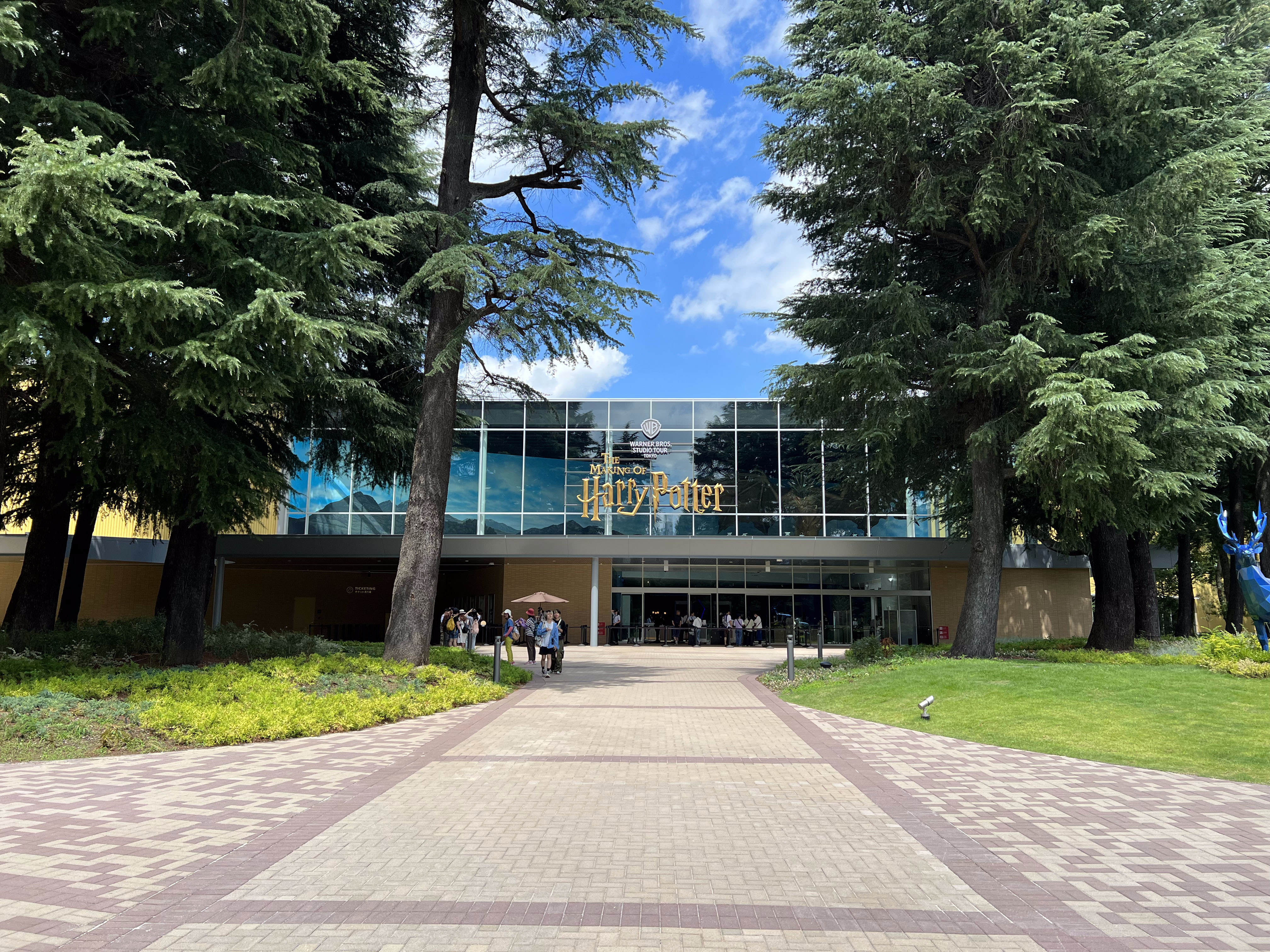
スタジオツアー東京

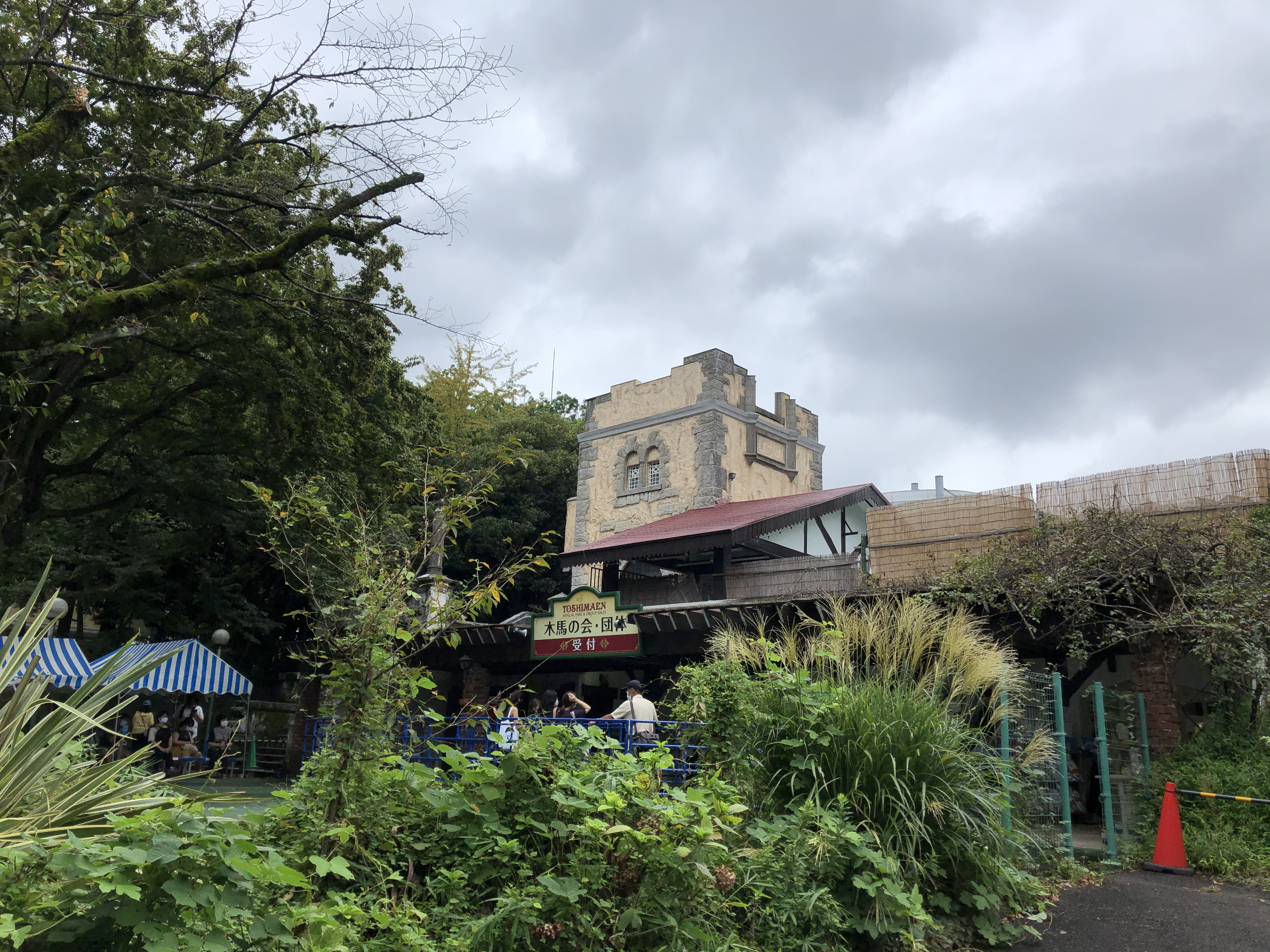
古城の塔

- ワーナーブラザース スタジオツアー東京 ‐ メイキング・オブ・ハリー・ポッター
- 豊島園 庭の湯
- 古城の塔
- 向山庭園
- 十一ヶ寺
- 石神井川
- 練馬警察署豊島園交番
- 練馬区立厚生文化会館
- 豊島園会館
- 練馬四郵便局
- ユナイテッド・シネマとしまえん

## バス路線
- 西武バス
  - 練47：練馬駅行 / 成増駅南口行
- 国際興業バス
  - 赤01：練馬駅行 / 赤羽駅西口行
  - 練95：練馬駅行 / 練馬北町車庫行

現行のバス停留所「豊島園」は豊島園通りにあり大江戸線駅の方が近い。
2000年代初頭まではターミナル機能を持つ折返場が存在した。1970年代前半までは、都営バス・京王バス・関東バスも折返場に乗り入れていたが、池袋線の列車増発から豊島園通りに介在した練馬大踏切が開かずの踏切と化し渋滞が慢性化。このため定時運行確保困難となり、上述3社は運行区間短縮もしくは路線廃止を実施した。以後練馬駅方面へ運行されるバスは国際興業バスと西武バスの一部便のみとなり、折返場を使用するのは始発着便が設定される西武バスの「豊10」練馬北町線・「豊11」成増線のみで、国際興業バスは現在と同様に豊島園通りへ停留所を設置した。
1983年の営団地下鉄（現・東京地下鉄）有楽町線延伸開業による利用者減で「豊10」が1984年に廃止。残存した成増線は従来からの田柄を経由する「豊11」のほかに光が丘を経由する「豊12」を新設。このほかに少数の練馬駅発着便が運行されたが、1991年の都営12号線開業で「豊12」は廃止。2003年には池袋線の高架化完成により大踏切が廃止。また練馬駅北口のロータリーが完成したことから、「豊11」も練馬駅まで再度延長し「練47」に系統変更を実施。このため折返場は使用中止となり隣接するとしまえん駐車場とともに閉鎖。跡地は「ユナイテッド・シネマとしまえん」となった。

## 付記
2006年に西武鉄道駅構内で映画『デスノート the Last name』のロケーション撮影が行われた。

## 隣の駅
西武鉄道
 豊島線
■各駅停車（ほぼ全列車が池袋線直通）
練馬駅 (SI06) - 豊島園駅 (SI39)
東京都交通局（都営地下鉄）
 都営大江戸線
練馬駅 (E 35) - 豊島園駅 (E 36) - 練馬春日町駅 (E 37)